# Тарахкало Олег Леонідович
Оле́г Леоні́дович Тара́хкало — капітан Збройних сил України, учасник російсько-української війни.
Командир роти, ніс службу на 32-му блокпосту. Поранений під час боїв. Група вирвалася з оточення терористів без втрат.
Загинув, мужньо захищаючи Україну від російських окупантів.

## Нагороди
- звання Герой України з удостоєнням ордена «Золота Зірка» (29 вересня 2023, посмертно) — за особисту мужність і героїзм, виявлені у захисті державного суверенітету та територіальної цілісності України, самовіддане служіння Українському народові

За особисту мужність і героїзм, виявлені у захисті державного суверенітету та територіальної цілісності України, вірність військовій присязі під час російсько-української війни
- нагороджений орденом «За мужність» III ступеня (25.3.2015).